# 鯖江市図書館
鯖江市図書館（さばえしとしょかん）は、福井県鯖江市の公共図書館である。1979年に長泉寺町に開館し、1997年に水落町の鯖江市文化の館に移転した。2014年には知的資源イニシアティブが主催するLibrary of the Year2014で優秀賞を受賞した。

## 特色

### 特設コーナー

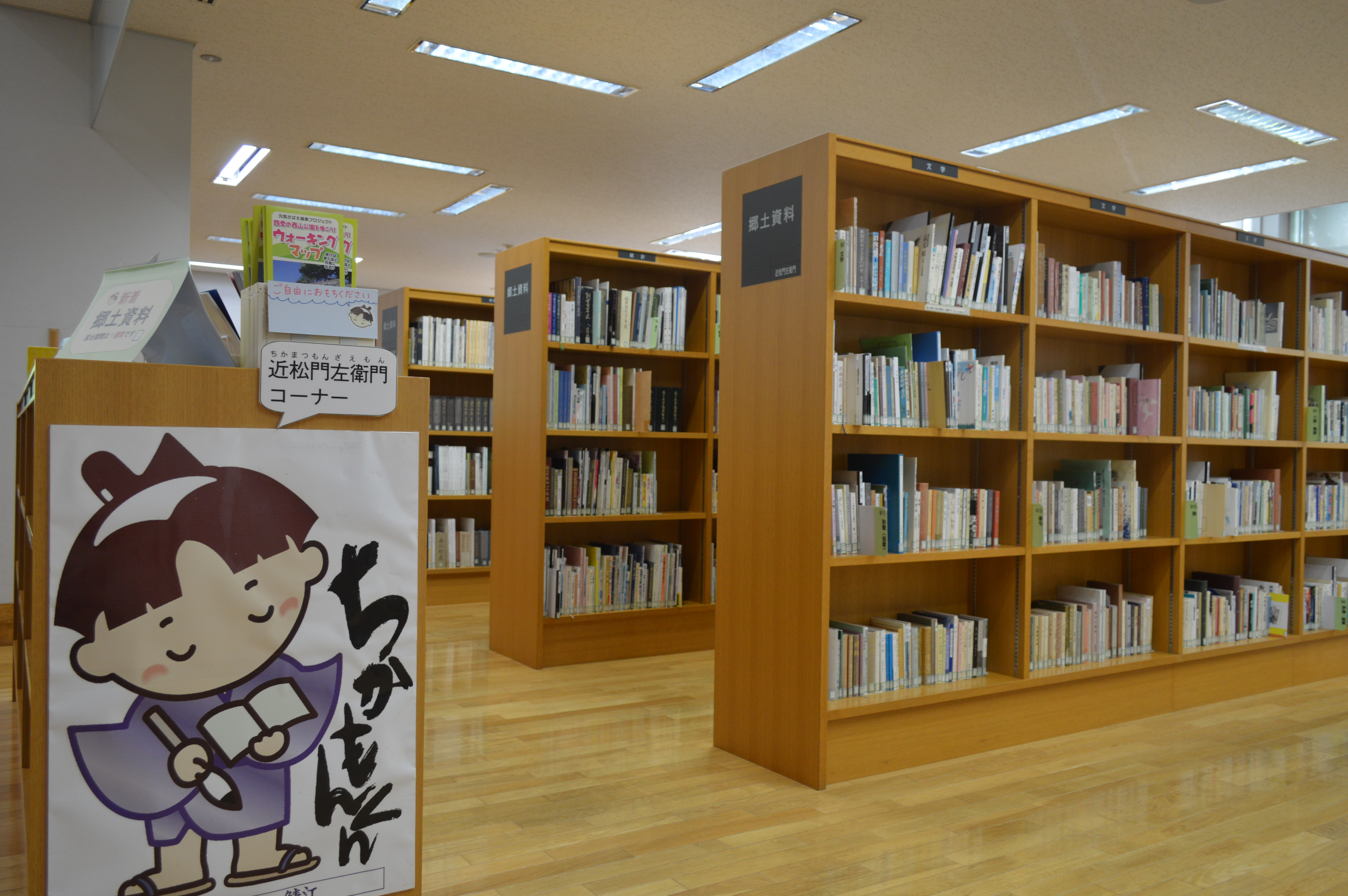
近松門左衛門コーナー（左）と郷土資料コーナー

郷土資料は2016年時点で約17,000冊を所蔵している。江戸時代の浄瑠璃・歌舞伎作者である近松門左衛門は越前国出身であり、2歳から15歳頃までを吉江藩（現・鯖江市吉江町）で過ごした。郷土資料コーナー手前には、近松の著作、伝記、研究書、浄瑠璃の関係書などを集めた近松門左衛門コーナーがあり、2016年時点で約290冊を所蔵している。
ビジネス支援コーナーには、2016年時点で図書約1,900冊、DVD148点を所蔵している。鯖江市の地場産業である眼鏡の特設コーナーもあり、関係する書籍やパンフレットを収集している。

### 学校支援・児童支援
1993年（平成5年）8月には河和田公民館内に、地域ボランティアが運営する「かわだ文庫」が設置された。2006年（平成18年）6月には朝の読書運動用の図書を学校図書館に配送する「ちかもん文庫」の運用を開始した。小学校低学年用は1セットあたり100冊、中学年用は80冊、高学年用は100冊、中学校用は200冊を用意し、申請を行った学校に1学期につき1セットを貸し出している。これによって、各学校は図書の購入費を抑えながら多種類の図書を児童生徒に提供できるようになった。2010年（平成22年）4月には「かわだ文庫」が「子どもの読書活動優秀実践団体」に選ばれて文部科学大臣賞を受賞した。
2010年度と2011年度には緊急雇用創出事業を活用し、学校2校あたり1人の学校図書館支援員を配置した。2011年（平成23年）4月には住民生活に光をふりそそぐ交付金を活用して、学校図書館支援センターを設置。学校図書館の利用方法の説明、調べ学習に使える本の紹介と貸出、新刊の登録やラベル貼り、特設展示や飾り付けなどの学校図書館支援を行っている。これらの施策の結果、2009年度（平成21年度）の小学校への図書貸出冊数は87,278冊だったが、2011年度には小学校への図書貸出冊数が183,855冊と飛躍的に増加した。2013年（平成25年）4月には鯖江市図書館が「子どもの読書活動優秀実践図書館」に選ばれて文部科学大臣賞を受賞した。2013年10月の第15回図書館総合展では、牧野百男鯖江市長が「首長が語る地方行政の現状と図書館への期待」で図書館の取組みを紹介した。

### さばえライブラリーカフェ

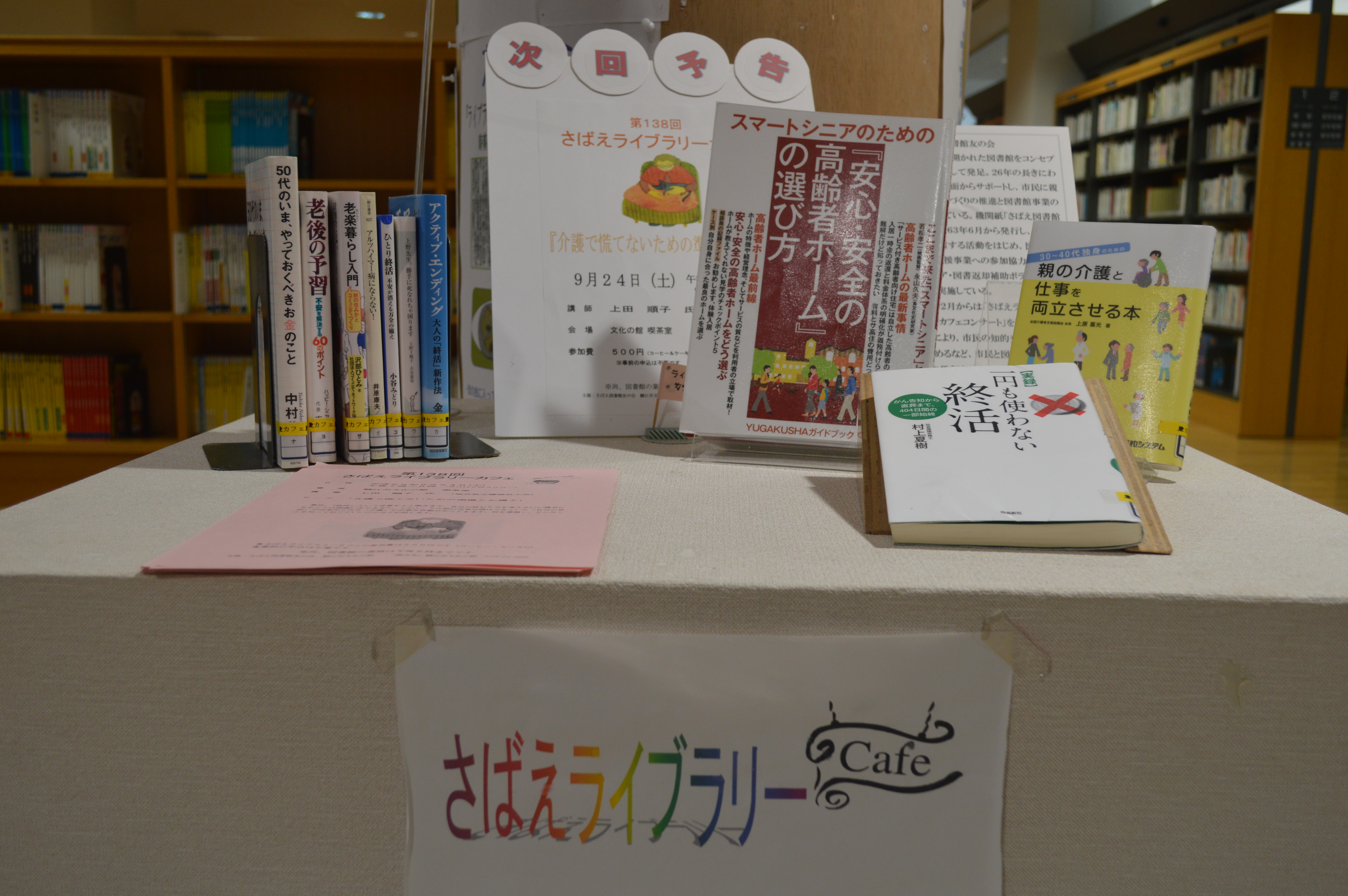
さばえライブラリーカフェの案内

欧米で1990年代に始まったサイエンスカフェをモデルとし、2005年（平成17年）2月には「さばえライブラリーカフェ」の取組みを開始した。鯖江市図書館とさばえ図書館友の会が共同で企画しており、様々な分野の専門家を招いて講演や交流を行っている。地元在住の先進・伝統技術の専門家、郷土史家、医師などが講師となり、毎回50人ほどの参加者がある。
2013年（平成25年）6月22日には100回目を開催したが、1回目以降の9年間で開催しなかった月はないという。10月には『さばえライブラリーカフェ100回記念誌』を刊行。2014年に開催された第100回全国図書館大会では、さばえ図書館友の会が日本図書館協会から感謝状を授与された。2015年（平成27年）にはさばえ図書館友の会が鯖江市民文化賞を受賞した。

### オープンデータ化の取り組み
鯖江市は市を挙げて「ITのまちづくり」を推進しており、公共情報のオープンデータ化に取り組んでいる。この取り組みの中で2014年（平成26年）7月には、鯖江市役所JK課が考案した図書館空席情報アプリ「sabota」の運用を開始した。「sabota」は個人用机の空席状況の案内、本の検索、本が返却可能な施設の案内などの機能を有している。
図書館の蔵書検索サイトを運営するカーリルは、屋内位置情報を活用した図書館サービスの導入に取り組んでいる。2014年（平成26年）9月のCode4Lib JAPANカンファレンス2014の際には、カーリルが提供したiBeaconを図書館内に試験的に設置した。2016年（平成28年）1月6日には全国の公共図書館として初めて、スマートフォン用の館内案内アプリ「さばとマップ」の運用を開始した。「さばとマップ」は分類別に並んでいない本（特設コーナーなど）にも対応している。

## 歴史

### 単独館時代(1979-1997)
1976年（昭和51年）には福井市の福井市立図書館が新館に移転し、福井県で初めて市民に本格的に開かれた図書館が開館した。翌年には敦賀市立図書館（敦賀市）と武生市立図書館（旧武生市、現在の越前市）が改築されており、鯖江市図書館はこの流れの中で誕生している。
1979年（昭和54年）6月、西山公園北側の国道417号沿いに、蔵書数約3万冊で鯖江市図書館が開館した。鉄筋コンクリート2階建であり、延床面積は1,637.74m2。工事費は1億9200万円。1階は会議室、視聴覚室、書庫、移動図書館室など、2階は学生閲覧室、一般閲覧室、児童閲覧室、特別閲覧室、一般開架室など。オープンスペースを広く、採光を十分に採っていることが特徴である。福井市、武生市、小浜市、敦賀市に次いで福井県で5番目に開館した市立図書館だった。福井県内にある市立図書館5館と町立図書館5館は福井県市町立図書館連絡協議会を設立し、運営能力の向上や職員の研鑽に取り組んだ。1980年（昭和55年）には第12回中部建築賞を受賞した。
1988年（昭和63年）5月にはさばえ図書館友の会が発足した。1989年（平成元年）4月には鯖江市・武生市・今立町の2市1町で広域貸出サービスを開始した。1995年（平成7年）4月から5月にはコンピュータの導入にともなって休館した。1996年（平成8年）3月には「（仮称）鯖江市文化の館」の概要が発表され、1997年（平成9年）10月1日に建物が竣工した。新館への移転にともなって、9月11日から12月5日の間は休館した。1999年（平成11年）4月には「鯖江市市民交流センター設置および管理に関する条例」が制定され、1997年まで図書館として使用された建物が鯖江市市民活動交流センターとなった。

### 鯖江市文化の館時代(1997-)

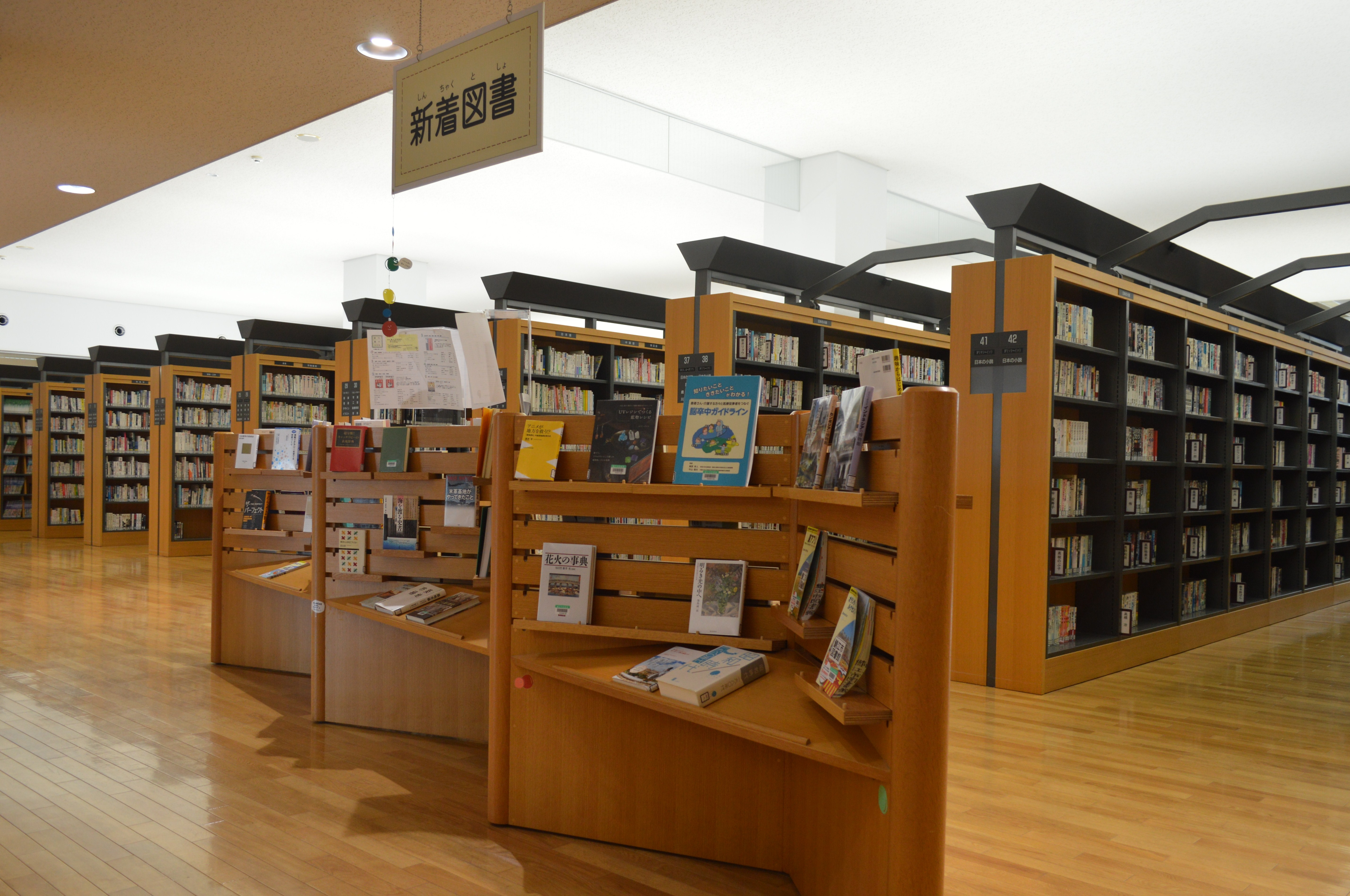
一般閲覧室と新着図書コーナー

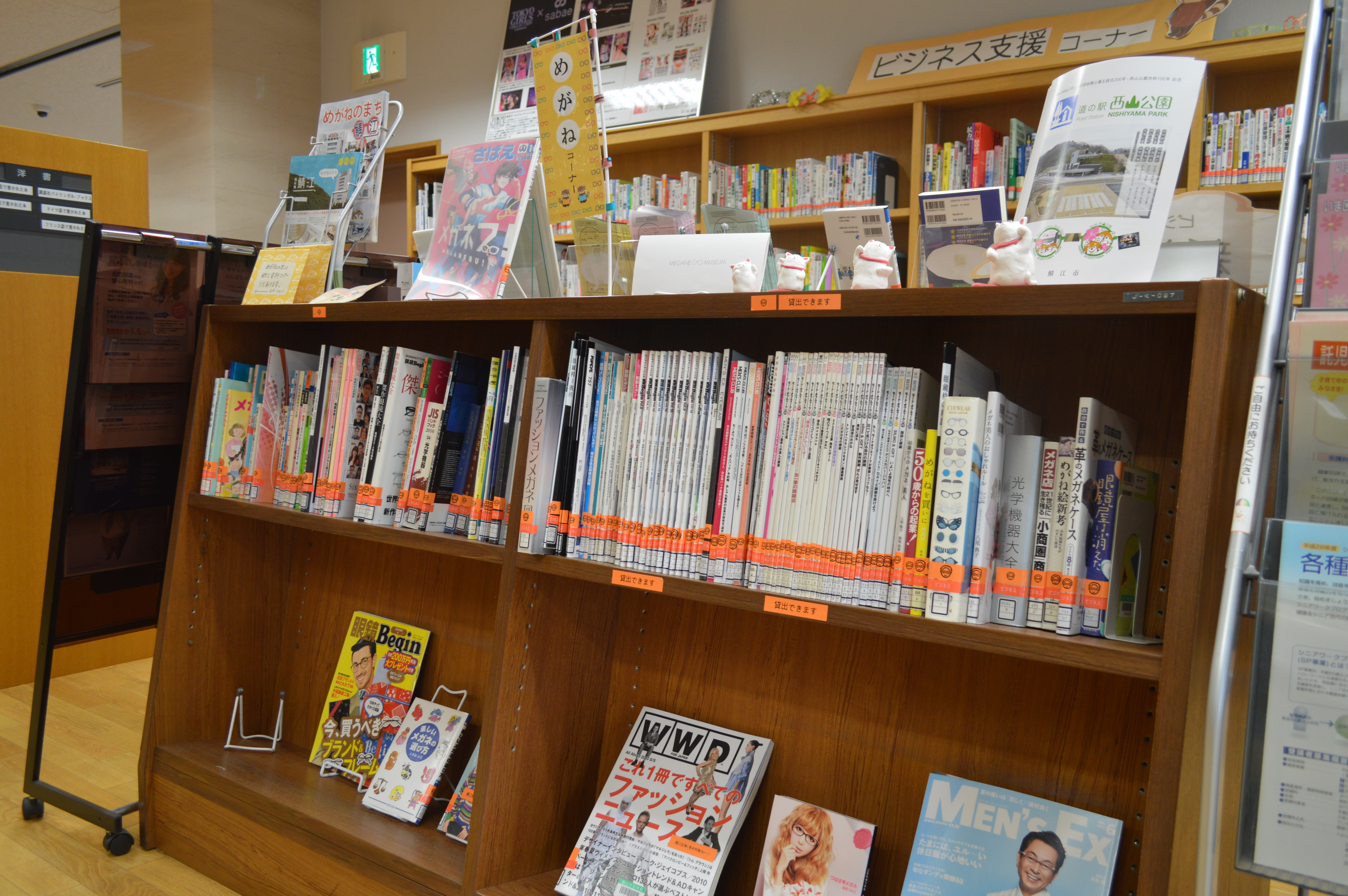
めがね図書コーナー

1997年（平成9年）12月6日、鯖江市図書館を核とする鯖江市文化の館が開館した。図書館、視聴覚ライブラリー、映像情報館の3つの機能を持った複合施設である。開館時の蔵書数は約16万冊である。
2000年（平成12年）には試験的に夏休みと11月に全日開館（定休日なし）を実施した。2001年（平成13年）10月にはインターネット用パソコンを設置し、11月には第3日曜日開館と祝日開館を開始した。2002年（平成14年）4月には持ち込みパソコン優先席を設置して、持ち込みパソコン用のネット環境も整備した。
2003年（平成15年）2月には福井県内で初めてゆうパックによる図書返却サービスを開始した。郵送料は通常のゆうパックと同じであり、バスを乗り継いで図書館にやってくる利用者の利便性向上を目的としている。同年6月にはNPO法人による対応で月曜日も開館とし、2005年4月からは直営で月曜日開館を継続、定期的な休館日は月1日の館内整理日だけとなった。2003年10月には図書のネット予約サービスを開始した。2004年11月にはブックスタート事業を開始したが、2006年3月で事業を終了している。
2006年（平成18年）6月にはビジネス支援コーナーを設置。2007年（平成18年）9月には夢みらい館・さばえへの定期貸出を開始した。2012年（平成24年）10月には福井県内で初めてクラウド型図書館情報システムを導入。図書館側の利点には災害時の情報破損やウイルス感染の危険性の軽減、設備投資に係る経費の低減などがあり、利用者側の利点には携帯電話からの予約が可能になるなどがある。
2013年11月には市民ホールと公民館の計4か所に返却ポストを設置した。2014年11月7日の第16回図書館総合展ではLibrary of the Year2014（知的資源イニシアティブ主催）の最終選考会が行われ、鯖江市図書館は優秀賞を受賞した。市民団体と協力したさばえライブラリーカフェの取組みや、鯖江市JK課と協力したオープンデータ化の取り組みなどの先駆性が評価された。同年の大賞は京都府立総合資料館である。
2016年（平成28年）3月には福井県内の公共図書館として初めて視覚障碍者情報総合ネットワーク「サピエ」に加入。音声資料約5万タイトルがパソコンでダウンロード可能となり、約16万タイトルの展示資料をリクエストすることもできる。これに合わせて拡大読書器を導入し、さらに点字図書・音声図書の貸出サービスを開始した。

## 施設

### 鯖江市図書館

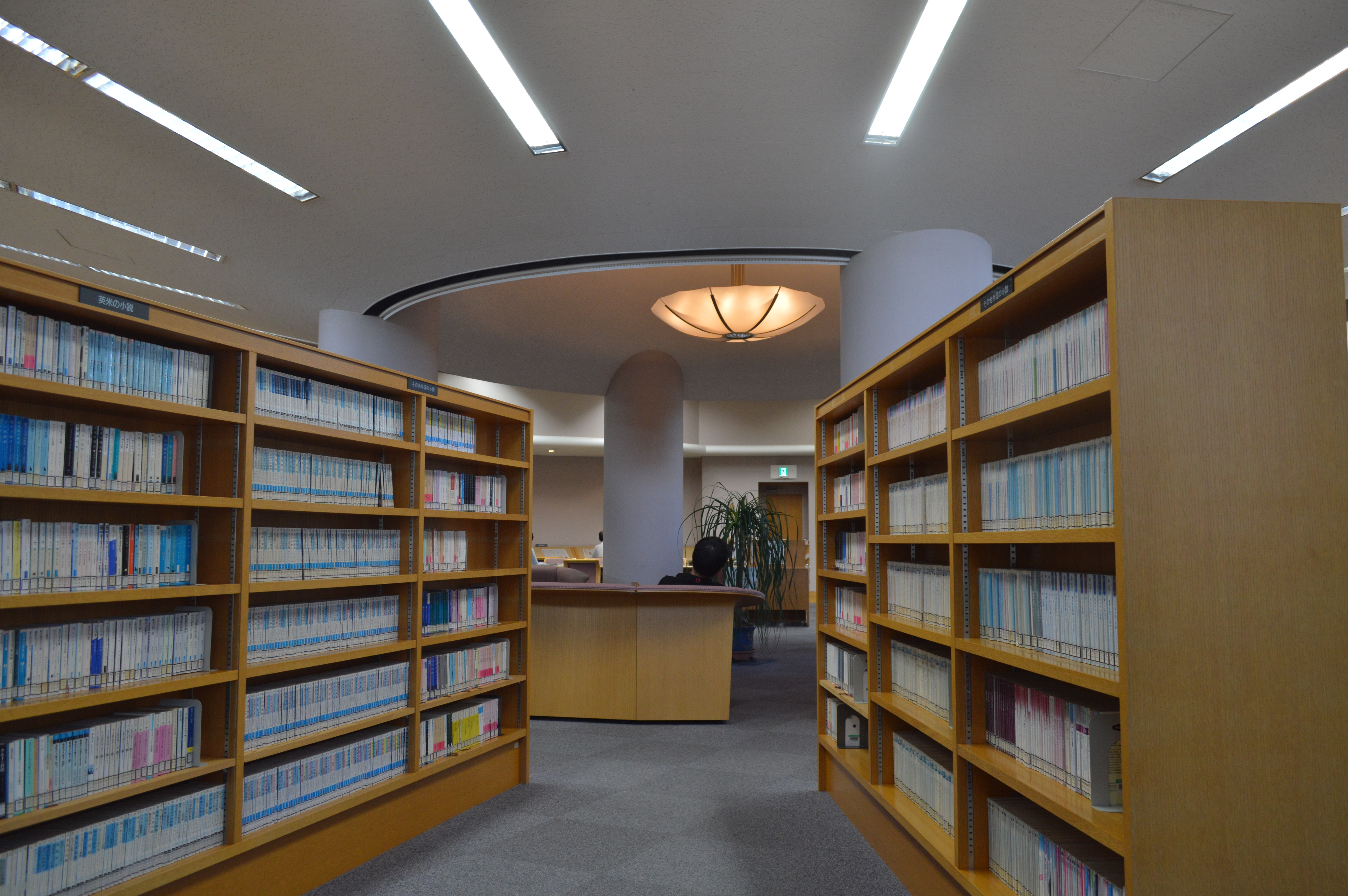
1階の新聞・雑誌・CDコーナー

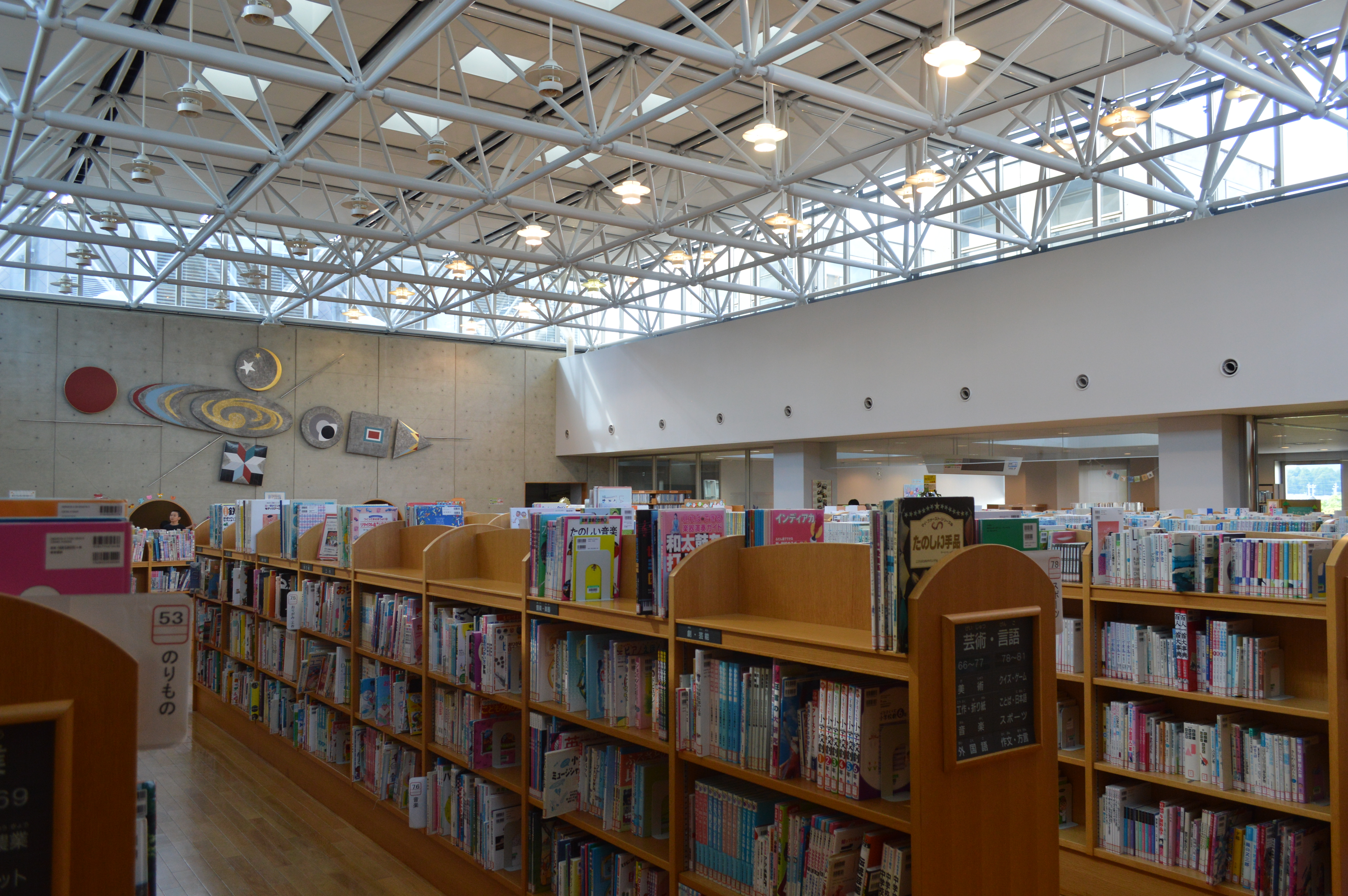
2階の児童閲覧室

鯖江市図書館を中心とする複合施設である鯖江市文化の館は、鯖江市の中心部から車で約5分ほどのところにある。文化の館の北側には半円形の広場があり、広場を挟んだ北側にも公共施設が建設される予定だったが、財政難のために見送りとなった。このため、雪の多い嶺北地方にありながら文化の館の入口は北側を向いている。協同組合福井県建築設計監理協会が文化の館の設計を担当した。北側は雁行したガラス面となっており、入口を入るとゆったりとした空間が広がっている。
1階には一般閲覧室、新聞・雑誌・CDコーナー、参考図書・郷土資料コーナー、大型本コーナー、対面朗読室などがあり、12畳の畳敷きスペースもある。メインカウンターにはレファレンスカウンターが設けられている。一般閲覧室には間接照明を備えた重厚な書架を採用しており、通路幅は広くとられている。新聞・雑誌・CDコーナーは楕円形をしており、天井面や什器にも曲面を多用している。一般閲覧室は約15万冊収容であり、日本で始めて免震書架が導入された。
2階には児童閲覧室、ビデオコーナー、LAN研修室、視聴覚ライブラリー、多目的ホールなどがあり、母子室や幼児用トイレが設置されている。施設内には飲食可能な休憩コーナー、喫煙室、ロッカー室が設置された。地下の閉架書庫には旧館の書架が用いられている。文化の館は照明学会普及賞を受賞している。

### えきライブラリー tetote
2015年（平成27年）1月には1,200万円の整備費をかけて、JR北陸本線鯖江駅2階に図書館やカフェの機能を持つ施設「えきライブラリー tetote」が開設された。「tetote」は鯖江市図書館の分室扱いであり、蔵書約1,000冊の貸出や、返却・検索などを行うことができる。図書館部分に飲食物を持ち込むことはできない。2つのNPO法人からなる共同事業体が運営を担っており、障害者らもスタッフとして働いている。
図書館カフェ「えきライブラリー tetote」については、2025年（令和7年）6月7日に駅1階南側の旧市観光案内所などが入っていた約70平方メートルに移転することとなった。

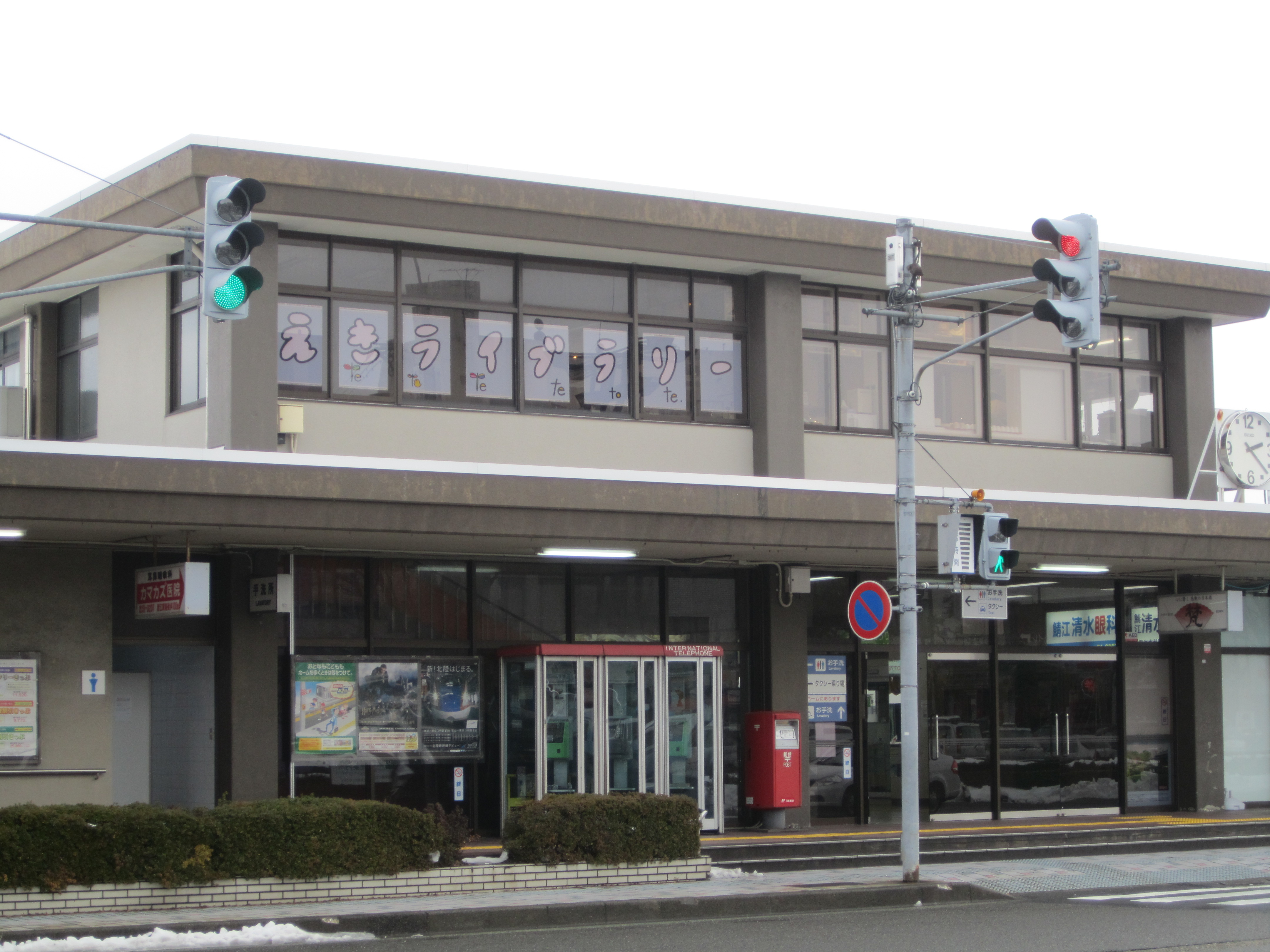
外観
内部
内部

## 基礎情報
- 休館日 : 第4木曜日、年末年始、蔵書点検期間[1]
- 開館時間 : 10:00-18:00（金曜日は10:00-20:00）[1]
- 貸出冊数 : 最大20冊[1]
- 貸出期間 : 最大2週間[1]
- 貸出可能者 : 福井県内在住者[1]
- アクセス : 福井鉄道福武線水落駅から徒歩10分、つつじバス「アイアイ鯖江（文化の館）」から徒歩1分[1]